# Robin Smeulders
Robin Smeulders, né le 19 juin 1987, à Münster, en Allemagne, est un joueur germano-néerlandais de basket-ball. Il évolue au poste d'ailier fort.

## Palmarès
- Coupe d'Allemagne 2015